# توني ريان
توني ريان (بالإنجليزية: Tony Ryan)‏ هو شخصية أعمال ورائد أعمال أيرلندي، ولد في 2 فبراير 1936 في ثورلز ‏ في جمهورية أيرلندا، وتوفي في 3 أكتوبر 2007 في Celbridge ‏ في جمهورية أيرلندا بسبب سرطان البنكرياس.